# Hoge Heuvelcollege

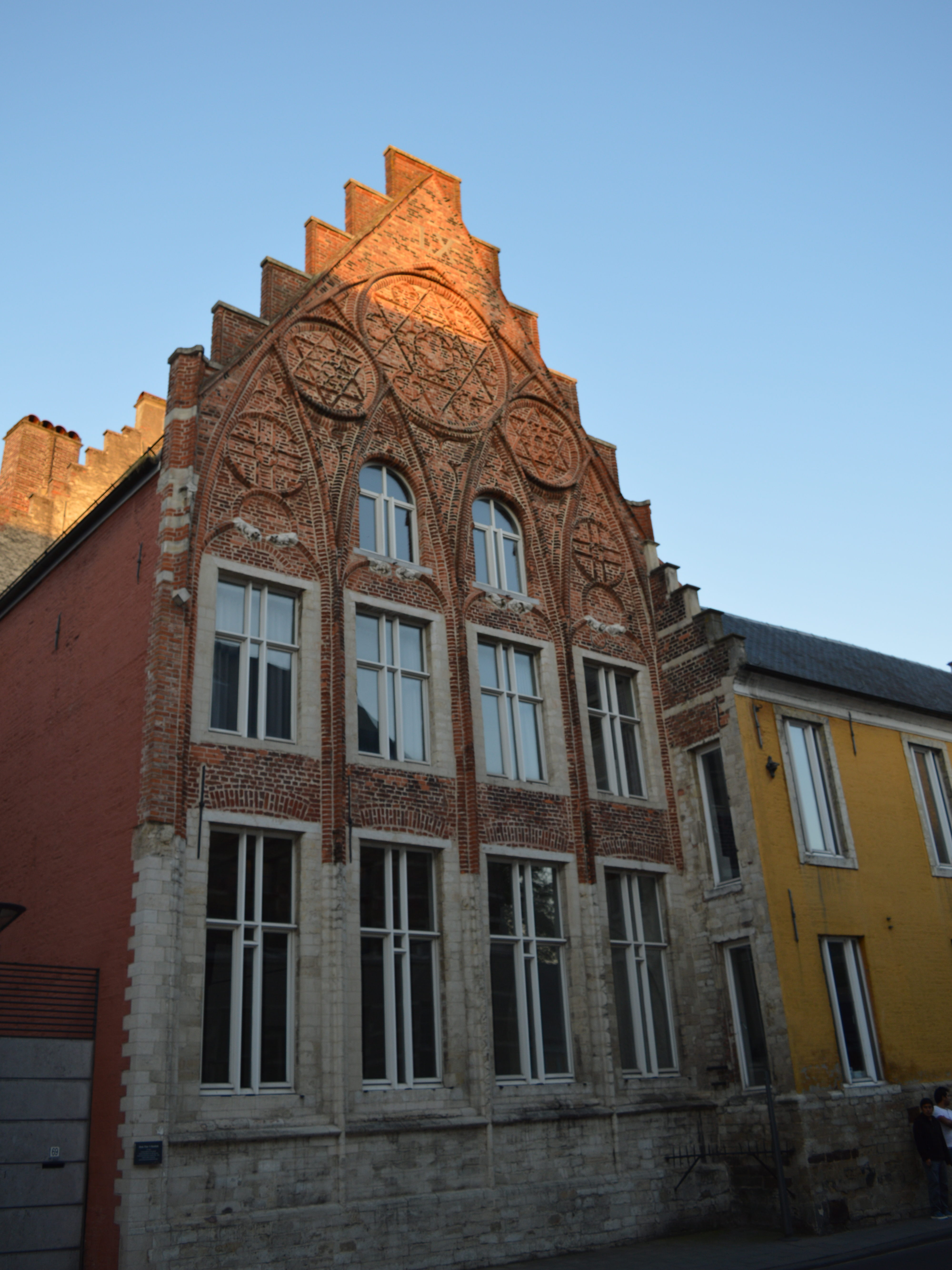
Links Van 't Sestich huis en rechts Hoge Heuvelcollege (geel)

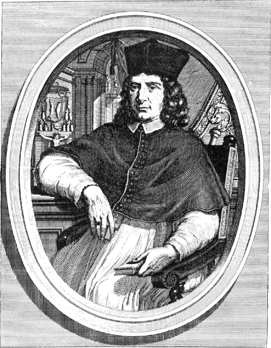
Johannes van Neercassel verplaatste het Collegium Alticollense van Keulen naar Leuven

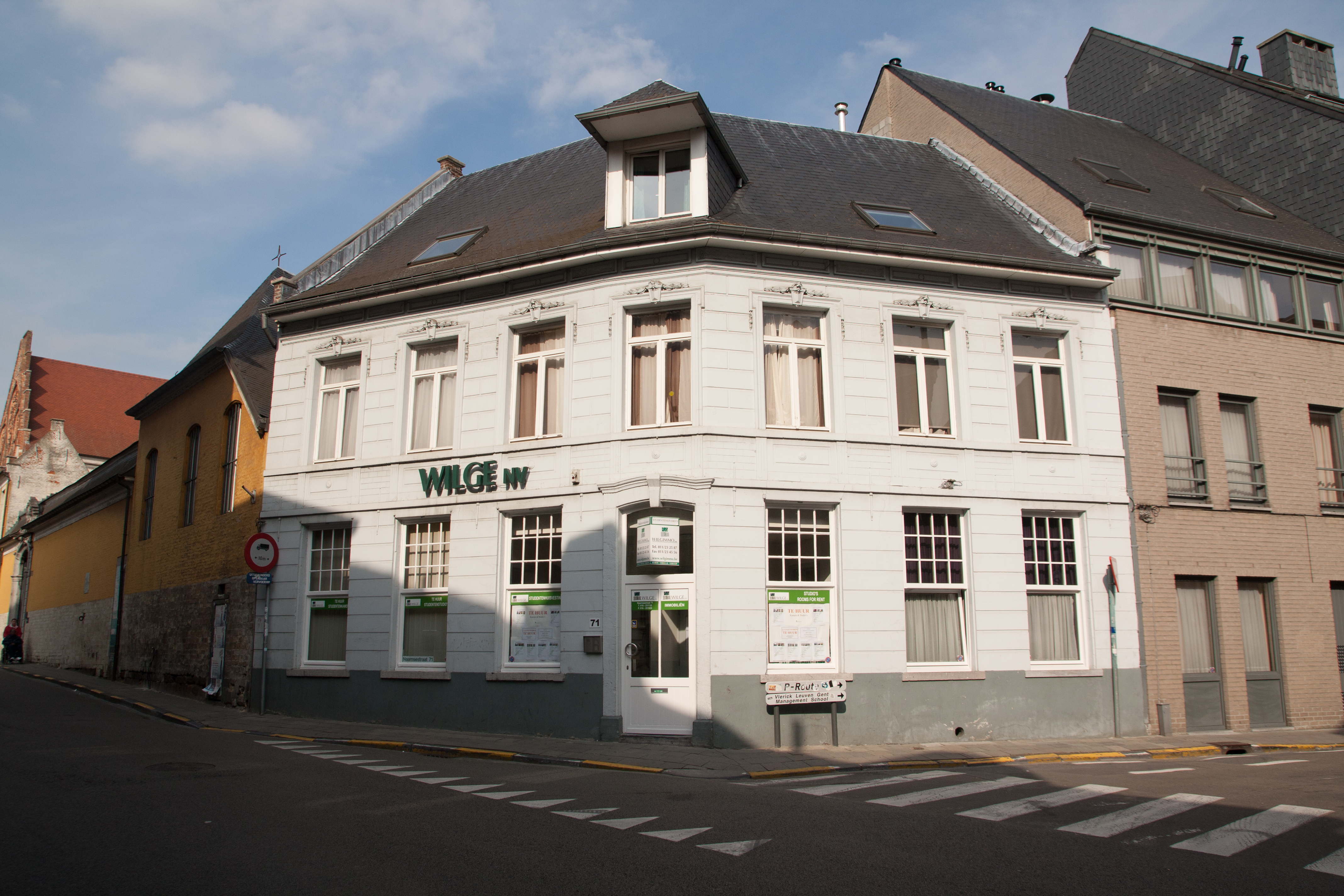
Links (geel) Hoge Heuvelcollege op de plaats van de oude Sint-Kwintenspoort in de Naamsestraat

Het Hoge Heuvelcollege (1686-1797) was een priesterseminarie voor het toentertijd vanwege godsdienstgeschillen afgeschafte aartsbisdom Utrecht. Het was gevestigd aan de Prooststraat (nu Naamsestraat) in Leuven in de Zuidelijke Nederlanden. Het maakte deel uit van de Hollandse Zending die als doelstelling had rooms-katholieke clerus te sturen naar de Republiek der Verenigde Provinciën.
Sinds 1994 behoort het pand toe aan de Faculteit Economie en Bedrijfswetenschappen van de Katholieke Universiteit Leuven.

## Voorgeschiedenis
Particuliere huizen werden op deze plek gebouwd vanaf het jaar 1375 in wat toen de Prooststraat werd genoemd. Stenen huizen werden toen enkel door begoede burgers gebouwd. Het eerste stenen huis uit de 14e eeuw heette De Spiegel en was eigendom van de families van Van Nethenen en Van Cuyck. In de 16e eeuw woonde de familie 't Sestich er, vandaar de naam van het Huis van 't Sestich. Deze familie was afkomstig uit Sistig in de Eifelstreek. Zij kochten het naburige Huys van de Vrouwe van Spagne op. In 1650 kwam het gebouw in handen van Jacques Van Veen. Hij was rentmeester voor het hertogdom Brabant (Spaanse Nederlanden). Van Veen bouwde een traptoren, een koetshuis en een grote toegangspoort. Hiervoor brak hij een deel van de eerste ringmuur van Leuven af. Het is dit gebouwencomplex dat Henricus Van der Graft, priester uit Leiden, kocht met het oog op de inrichting van een priesterseminarie voor Utrecht (1683). 

## Hoge Heuvelcollege
De apostolisch vicaris voor Holland Johannes van Neercassel besliste dat de priesterstudenten van Keulen verhuisden naar Leuven (1683). Tot dan verbleven de Utrechtse kandidaat-priesters in Keulen (sinds 1613). Het college in Keulen had naast de Latijnse naam Collegium Hollandicum ook de naam Collegium Alticollense omdat het in Keulen op de plek de Hoher Hügel stond. Zij trokken niet naar het Hollands College in Leuven, want dit had Rovenius, na een dispuut in Keulen, toegewezen aan de Haarlemse clerus. 
Het is eerder toevallig dat het Hoge Heuvelcollege op de hoogste plaats van Leuven stond; de oorsprong van haar naam ligt immers in Keulen. De eerste directeur was Martinus De Swaen.
Het College maakte na enkele jaren deel uit van de Universiteit van Leuven. In 1754 boog het stadsbestuur van Leuven (Oostenrijkse Nederlanden) zich over een vraag van Chrétien-François Terswaak, directeur van het Hoge Heuvelcollege. De Hollanders wensten het krot van de oude stadspoort, genaamd Prooststraatpoort ook wel Sint-Kwintensbinnenpoort genoemd, af te breken. Deze poort van de eerste stadsomwalling lag tegen het College en had al 4 eeuwen geen functie meer. De stadsmagistraten waren akkoord voor de afbraak. De Hollanders mochten bovendien de stenen hergebruiken voor de collegemuren.
In 1797 schafte het Frans bestuur de universiteit van Leuven af. Daarmee verdween het priesterseminarie in het Hoge Heuvelcollege.

## Later
- Van 1798 tot 1805 vestigden de Fransen er de Onderprefectuur Leuven van het Dijledepartement.
- In 1805 kon de stad Leuven het College verwerven. Het stadsbestuur verhuisde de jongensschool van het Heilige Geestcollege naar het Hoge Heuvelcollege (1805). Van 1805 tot 1983, bijna 2 eeuwen lang, was het een atheneum voor jongens; tot het jaar 1880 middelbaar onderwijs onder toezicht van de stad en vanaf 1881 door de Belgische staat[10]. Het atheneum verhuisde naar het Redingenhof (1983) waarmee het pand enige jaren ongebruikt bleef.
- Sinds 1994 zijn er kantoren en leslokalen van de Faculteit Economie en Bedrijfswetenschappen van de KU Leuven[11].